# 小林安曇
小林 安曇（こばやし あづみ）は、日本の漫画家。

## 来歴
2016年3月、安曇 和太郎名義で GET THE SUN 新人賞第50回佳作を25歳で受賞後、同年7月に『ゲッサンmini』（小学館）にて読み切り『人造人間556くん』を掲載。のち、2016年11月14日より『サンデーうぇぶり』（同）にて『タロ課長、ハンコください』を連載。第8回若草賞で入選を果たして連載化された『魔女のマリーは魔女じゃない』を『月刊コミックガーデン』（マッグガーデン）2019年7月号より2022年4月号まで連載。同作は2019年6月25日より『MAGCOMI』（同）でも連載されている。

## 作品リスト

### 連載
- タロ課長、ハンコください（『サンデーうぇぶり』2016年11月14日[3] - 2017年、小学館、サンデーうぇぶりコミックス、全2巻）
- 魔女のマリーは魔女じゃない（『月刊コミックガーデン』2019年7月号 - 2022年4月号、BLADE COMICS、全4巻）
- 異世界たぬき（『月刊コミックガーデン』2025年5月号[7] - ）

### 読み切り
- 地球入星管理官（『ゲッサン』2015年5月号別冊付録『ゲッサンminiプラス4号』）
- 人造人間556くん（『ゲッサン』2016年7月号別冊付録『ゲッサンmini2016夏』）